# 鈴木紀進
鈴木 紀進（すずき のりゆき、1983年1月15日 - ）は、日本の俳優。宮城県塩竈市出身。アールジュー所属。

## 略歴
東北学院大学を卒業後に上京、ヒューマンアカデミーに入学し俳優活動を始める。
2008年、ヒューマンの同期らと劇団熱血天使を旗揚げし小劇場を中心に活動したが、20○○年に退団、その後フリーで活動する。
コロナ禍により演劇界が停止した時、一時帰郷を考えるも、YouTubeドラマ配信(2024年現在継続中)、朗読イベント『ゆめかばLABO』のプロデュース(2024年現在継続中)の開始、芸能事務所アールジューに所属などがあり、東京で活動を続ける事を決意。
以後、テレビ、映画などに活動の場を移す。

## 人物
- 特技・趣味

日本舞踊（花柳流）、殺陣、歌、ギター、トロンボーン、サッカー
- 免許

普通自動車免許、英語検定２級、珠算検定初段

## 出演

### テレビドラマ
- ペンディングトレイン-8時23分、明日 君と（2023年4月21日〜6月23日、TBS） - 5号車レギュラー乗客役[2]

### バラエティ
- 「逃走中」大統領暗殺計画 （年月日、フジテレビ） -  役

### CM
- WebCM「カスタムライフ」ホームインワンPR映像
- WebCM「JTB」ふるさと納税促進ムービー

### 舞台
- 第四回公演「三千世界の彼方」（2011/4/14〜18）- 白石正一郎・伊助・典叔 役
- 第六回公演「天地に咲く-萩と祇園は夜明け前-」（2012/7/6〜16）- 所郁太郎　役
- 第七回公演「一筆入魂　－締切追うもの、追われるもの－」（2013/4/17〜21）- 芥川龍之介　役
- 第八回公演「春雪雷風～最後の二人～」（2013/7/11〜21）- 篠原国幹　役
- 第九回公演「興す人々～奇跡の青春～」（2013/12/4〜8）- 大鳥圭介　役
- 第十回公演「松陰の夢～志は死なない」（2014/6/25〜29）- 周布政之助　役
- 第十一回公演「空─KUU─まほろばの先へ～もう一度、貴方に逢いたい～」（2015/7/2〜5）
- 第十二回公演　地方公演プロジェクト第一弾「戦国北条記～虹は東に～」（2016/1/30）- 信三　役